# Hylaeus insularum
Hylaeus insularum is een vliesvleugelig insect uit de familie Colletidae. De wetenschappelijke naam van de soort is voor het eerst geldig gepubliceerd in 1965 door Yasumatsu & Hirashima.